# Холланд, Уильям Джозеф
Уильям Джозеф Холланд (англ. William Joseph Holland; 8 марта 1874, Бостон — 20 ноября 1930, Молден) — американский легкоатлет, серебряный призёр летних Олимпийских игр 1900.
На Играх Холланд участвовал в трёх спринтерских дисциплинах — бег на 60 м, 200 м и 400 м. В первой гонке он занял лишь третье место в полуфинале, не пройдя в финал. В двухсотметровке он сначала выиграл полуфинал, но занял последнее четвёртое место в заключительной гонке. В последнем забеге на 400 м, он останавливался на второй позиции как в полуфинале, так и в финале, выиграв в итоге серебряную медаль.